# Pergamonmuseum
Il Museo di Pergamo (in tedesco Pergamonmuseum) è un museo statale di Berlino, sito sull'Isola dei musei.
Considerato uno dei più importanti musei archeologici della Germania e del mondo, prende il nome dall'antica città ellenistica di Pergamo in Anatolia (oggi in Turchia), da cui provengono la maggior parte delle opere esposte. Attualmente il museo è in ristrutturazione ed è totalmente chiuso al pubblico. Una riapertura parziale è prevista per il 2027 ed una completa almeno per il 2037.

## Storia
Nel 1830 con la costruzione del Museo Antico ad opera di Karl-Friedrich Schinkel di fronte al castello di Berlino, fu creato il primo nucleo museale pubblico di opere antiche. Già da allora il visitatore veniva colto dallo stupore osservando la disposizione delle sculture antiche di divinità. Poi seguirono le prime acquisizioni al museo, che in breve tempo si rivelò troppo piccolo, tanto da far decidere la costruzione di un nuovo edificio. Esso fu eretto dall'architetto Friedrich August Stüler tra il 1843 e il 1855 e denominato dapprima Neues Museum ("Museo Nuovo"). La nuova area espositiva permise l'esposizione delle numerose opere egizie acquisite in quegli anni, in un ambiente nuovo e più appropriato.
Successive campagne di scavo in Grecia (Olimpia) e Turchia (Pergamo) incrementarono e arricchirono enormemente il patrimonio museale, determinando l'esigenza di un nuovo edificio dedicato all'esposizione greca e romana. Nel 1930 sorse il nuovo edificio progettato da Alfred Messel e realizzato da Ludwig Hoffmann. Così fu possibile ricostruire gli antichi edifici nelle dimensioni naturali, ponendo le basi al futuro Museo di Pergamo.
Durante gli anni della seconda guerra mondiale il museo soffrì i bombardamenti, anche se fu sostanzialmente risparmiato dalle bombe. Le opere furono protette dagli effetti delle esplosioni grazie a muri di mattoni, mentre i pezzi più piccoli vennero collocati nei sotterranei. Poté riaprire i battenti nel 1951 in maniera parziale, e nel 1953 in maniera completa.
Negli anni 1983-1984 l'esposizione venne riallestita, mutando e migliorando il percorso logico espositivo.
Nel 2014 l'ala nord e quella centrale, contenente l'altare di Pergamo, sono state chiuse al pubblico per ristrutturazione. Inizialmente prevista per il 2019, la riapertura è stata rallentata dall'incremento dei costi previsti, almeno il doppio di quanto stimato inizialmente, a causa delle condizioni dell'edificio, dell'inflazione e del ritrovamento di due sale contenenti pompe utilizzate per la costruzione dell'edificio originale. Parallelamente è stato aperto un padiglione temporaneo contenente alcuni importanti reperti del museo altrimenti impossibili da vedere. Nel 2023 il museo è stato completamente chiuso, per iniziare la ristrutturazione dell'ala sud, contenente la Porta di Ištar e quella di Mileto, a causa delle pessime condizioni dell'edificio, nel contesto di un progetto più grande che prevede un collegamento con le altre attrazioni dell'isola dei Musei. È inoltre prevista la realizzazione di una quarta ala. La riapertura dell'ala nord è prevista non prima del 2027, mentre la riapertura completa del museo è stimata fra il 2037 e il 2043.

## Il Museo di arte antica (Antikensammlung)

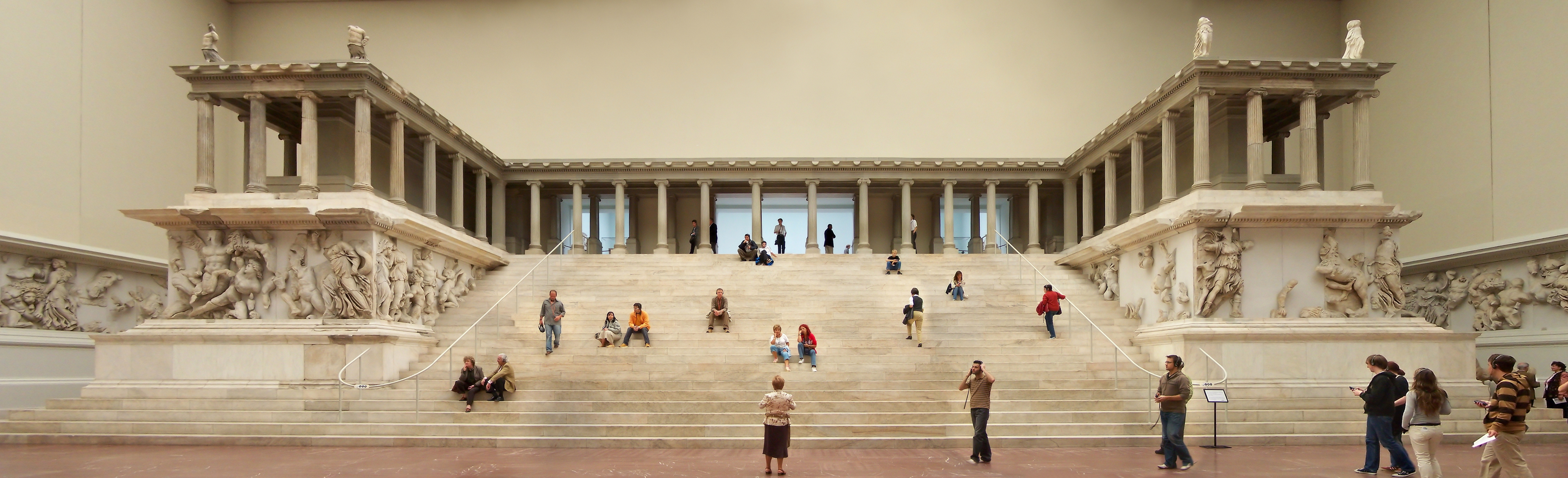
Altare di Zeus, da Pergamo

Senza dubbio l'opera più importante in esso contenuta è l'altare di Pergamo, uno dei principali richiami del museo. Ma anche la porta del mercato di Mileto costituisce un'importante attrattiva, oltre alle diverse esposizioni di statue antiche, colonne e fregi d'epoca. In alcune stanze sono esposte una parte dell'immensa collezione di monete antiche di epoca romana e greca. Il museo ospita anche la ricostruzione di opere assire e babilonesi.

## Il Museo dell'Asia Anteriore (Vorderasiatisches Museum)

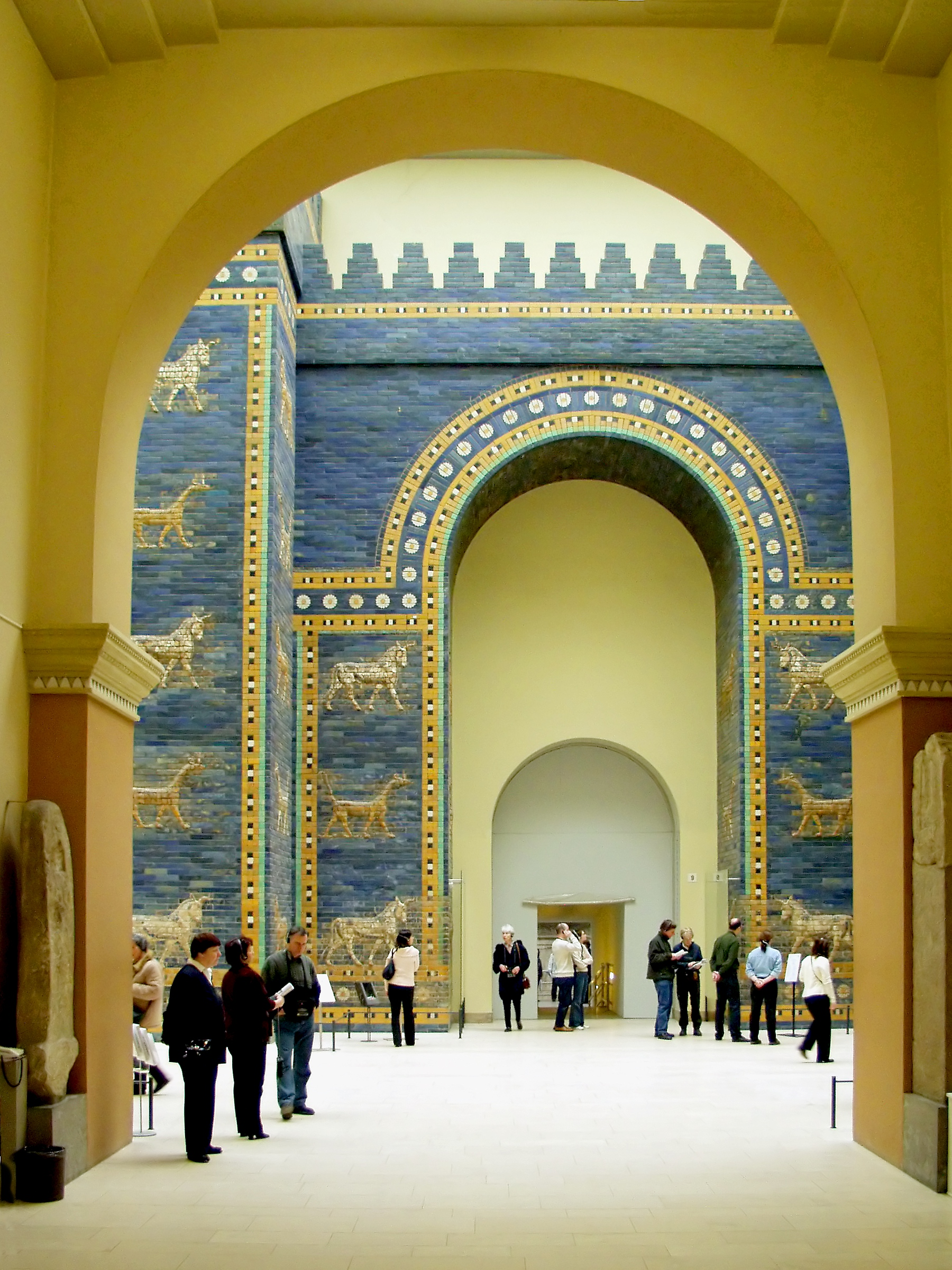
La porta di Ištar dell'antica Babilonia

Il Pergamonmuseum non comprende solo esposizioni greche e romane, ma anche altre sezioni come quella del Museo dell'Asia Anteriore (noto anche come Museo del Vicino Oriente). Grazie alle opere di acquisizione e scavo nel 1936 fu ricostruita la porta di Ištar e la strada processionale. Molti pezzi provengono dagli scavi delle città di Uruk, Babilonia, Assur, Zincirli, Tell Halaf e Toprakkale.